# Ruś Włodzimiersko-Suzdalska
Ruś Włodzimiersko-Suzdalska (ros. Владимиро-Су́здальская Русь), znana również pod nazwą Ruś Zaleska (Zalesie, ros. Залесье, Залесская земля) – kraina historyczna w środkowej Rosji, położona w międzyrzeczu Oki i Wołgi. Wspólna nazwa zbiorcza ruskich organizmów politycznych: ziemi rostowskiej (IX-XI wiek), Księstwa Rostowsko-Suzdalskiego (XI-XII wiek), Księstwa Włodzimiersko-Suzdalskiego (XII-XIII wiek) i Wielkiego Księstwa Włodzimierskiego (XIII-XIV wiek).  
Od północy graniczy z Rusią Nowogrodzką, Twerską i tzw. Rosyjską Północą, od zachodu ze Smoleńszczyzną i Rusią Wierchowską, od południa z Muromszczyzną, Riazańszczyzną, ewentualnie Zadońszczyzną, od wschodu z Bułgarią Nadwołżańską, ziemią wiacką, Mordowią, Maryjczykami, Udmurucją i Permem. Głównymi ośrodkami politycznymi Rusi Włodzimiersko-Suzdalskiej były kolejno: Rostów (ok. 862-1125), Suzdal (1125-1157) i Włodzimierz (1157-1389).  
Ruś Włodzimiersko-Suzdalska odegrała przodującą rolę w formowaniu się państwowości rosyjskiej. Na jej terytorium znajduje się tzw. Złoty Pierścień Rosji - grupa kilkunastu miast o wyjątkowym znaczeniu kulturowym. Po zniszczeniu Kijowa przez Tatarów w roku 1299 oraz przeniesieniu siedziby głowy ruskiego prawosławia do Włodzimierza nad Klaźmą, region ten stał się głównym centrem politycznym i religijnym Rusi. W XIV wieku Wielkie Księstwo Włodzimierskie zostało zjednoczone na drodze unii realnej z Wielkim Księstwem Moskiewskim.
Ruś Włodzimiersko-Suzdalska jest subregionem Rusi Północno-Wschodniej, regionu historycznego, do którego obok Rusi Włodzimiersko-Suzdalskiej zalicza się także Ruś Riazańsko-Muromską, Smoleńską i Wierchowską. Ruś Północno-Wschodnia jest z kolei częścią Wielkorusi, obejmującej wszystkie rosyjskie terytoria dawnej Rusi Kijowskiej.

## Nazewnictwo
Nazwa „Ruś Włodzimiersko-Suzdalska” pochodzi od nazw miast Włodzimierza i Suzdalu, będących głównymi ośrodkami politycznymi i kulturowymi regionu od XII do końca XIV wieku. 
W ruskich latopisach oraz dokumentach cerkiewnych i państwowych kraina określana bywa wyłącznie jako: ziemia rostowska, ziemia suzdalska lub Wielkie Księstwo Włodzimierskie. W nowogrodzkich latopisach spotyka się niekiedy dodatkowo nazwę ziemia niżowa. 
Po wcieleniu całej Rusi Włodzimiersko-Suzdalskiej do Wielkiego Księstwa Moskiewskiego, część tej krainy sporadycznie była nazywana również Rusią Zaleską (Zalesiem). Po raz pierwszy tego terminu użyto pod koniec XIV wieku w Zadońszczyźnie, a po raz drugi i ostatni w Spisie ruskich miast na początku XV wieku. Termin w obu tych źródłach został użyty w odmiennych kontekstach i różnym znaczeniu. W Spisie miast ruskich autor nazywa Zalesiem Ruś Włodzimiersko-Suzdalską łącznie z Pskowem i Nowogrodem Wielkim, ale już bez Tweru. Przypuszcza się, że autor Spisu ruskich miast mógł pochodzić z Kijowa i w ten sposób nazywać całą Ruś znajdującą się za rozległymi lasami briańskimi (patrząc z perspektywy osoby przebywającej w Kijowie) z wyjątkiem Księstwa Twerskiego. Kolejne przykłady użycia nazwy „Zalesie” pochodzą dopiero z XIX i XX wieku. Obecnie rosyjski termin „Zalesie” bywa utożsamiany wyłącznie z okolicami położonymi na wschód od Moskwy: Peresławiem Zaleskim, Włodzimierzem, Suzdalem, Rostowem, Ugliczem, Jurjewem Polskim, Bogolubowem, Jarosławiem i Kostromą.

## Historia

Księstwa Rusi Kijowskiej po śmierci Jarosława Mądrego w 1054 roku

Początkowo stanowiła dzielnicę Rusi Kijowskiej jako ziemia rostowska a następnie Księstwo Rostowsko-Suzdalskie. W 1157 roku Andrzej Bogolubski przeniósł stolicę z Suzdala do Włodzimierza. Do największenia znaczenia księstwa doszło w czasach panowania wielkiego księcia włodzimierskiego Wsiewołoda Wielkie Gniazdo (1176-1212). W 1238 roku Ruś Włodzimiersko-Suzdalska została spustoszona przez Mongołów, którzy zwyciężyli wojska Jerzego Wsiewołodowicza. Sam książę zginął w walce, a kraj uznał zwierzchnictwo Tatarów. W XIII-XIV wieku wielcy książęta włodzimierscy stali się najpotężniejszymi władcami na Rusi północno-wschodniej. W 1328 roku wielki książę włodzimierski Iwan Kalita przeniósł swoją siedzibę do Moskwy, gdzie też 2 lata wcześniej przeniósł swoją siedzibę zwierzchnik prawosławia na Rusi, metropolita Piotr. Wielcy książęta moskiewscy od 1340 roku byli zarówno książętami włodzimierskimi i najpierw obejmowali władzę we Włodzimierzu. W drugiej połowie XIV wieku państwo zostało ostatecznie zjednoczone z Wielkim Księstwem Moskiewskim.

## Książęta włodzimiersko-suzdalscy

### Pierwsi książęta (pierwotnie rostowsko-suzdalscy)
| Lata Panowania                                           | Władca                  | Portret Władcy | Rodzice                                   | Urodzony      | Zmarł               |
| -------------------------------------------------------- | ----------------------- | -------------- | ----------------------------------------- | ------------- | ------------------- |
| 989-1010 1015-1018 1020-1021 1021-1036                   | Jarosław I Mądry        |                | Włodzimierz I Wielki, Rogneda             | 978           | 20 lutego 1054      |
| 1010-1015                                                | Borys I Święty          |                | Włodzimierz I Wielki, Rogneda             | ?             | 1015                |
| 1018-1020                                                | Eliasz                  |                | Iwan, Eufrozyna                           | ?             | ?                   |
| 1021                                                     | Briaczesław             |                | Izjasław, nieznana                        | 997           | 1044                |
| 1036-1052                                                | Włodzimierz II          |                | Jarosław I Mądry, Ingegerda szwedzka      | 1020          | 4 października 1052 |
| 1052-1054                                                | Rościsław               |                | Włodzimierz II, nieznana                  | ?             | 1066                |
| 1054-1066 1073-1087                                      | Wsiewołod I             |                | Jarosław I Mądry, Ingegerda szwedzka      | 1029 lub 1030 | 13 kwietnia 1093    |
| 1066-1073                                                | Włodzimierz II Monomach |                | Wsiewołod I, Anna Monomach                | 1053          | 19 maja 1125        |
| 1087-1094 1095 1096-1097                                 | Mścisław I Harald       |                | Włodzimierz II Monomach, nieznana         | luty 1076     | 15 kwietnia 1132    |
| 1094-1095 1095-1096                                      | Izjasław                |                | Włodzimierz II Monomach, Gytha z Wesseksu | ?             | 6 września 1096     |
| 1097-1107                                                | Wiaczesław I            |                | Włodzimierz II Monomach, Gytha z Wesseksu | 1083          | 1154                |
| 1108-1149 1151-1155                                      | Jerzy I Długoręki       |                | Włodzimierz II Monomach, nieznana         | 1090 (?)      | 15 maja 1157        |
| 1149-1151                                                | Wasyl                   |                | Jerzy I Długoręki, nieznana               | ?             | 1161                |
| 1154-1155                                                | Michał I                |                | Jerzy I Długoręki, nieznana               | ?             | 1176                |
| 1155-1174 Ostatni władca księstwa rostowsko-suzdalskiego | Andrzej I Bogolubski    |                | Jerzy I Długoręki, nieznana               | 1111          | 1174                |

- Jerzy Dołgoruki – książę suzdalski
- Andrzej I Bogolubski – (1168–1174, pierwszy wielki książę włodzimierski)
- Michał Jurijewicz (1174–1176)
- Wsiewołod III Wielkie Gniazdo (1176–1212)
- Jerzy II Wsiewołodowicz (1212–1216)
- Konstanty Wsiewołodowicz (1216–1218)
- Jerzy II Wsiewołodowicz (1218–1238, ponownie)
- Jarosław II Wsiewołodowicz (1238–1246)
- Światosław III (1246–1248)
- Michał Chrobry (1248-1248)
- Andrzej Jarosławicz (1249–1252)
- Aleksander Newski (1252–1263)
- Jarosław III (1264–1271)
- Wasyl Kwasznia (1272–1277)
- Dymitr Aleksandrowicz (1277–1281)
- Andrzej III Aleksandrowicz (1281–1283)
- Dymitr Aleksandrowicz (1283–1294, ponownie)
- Andrzej III Aleksandrowicz (1294–1304, ponownie)
- Michał Twerski (1304–1318)
- Jerzy Moskiewski (1318–1322)
- Dymitr Twerski (1322–1326)
- Aleksander twerski (1326–1327)
- Aleksander Suzdalski (1327-1328)
- Iwan I Kalita (1328–1340)
- Siemion Dumny (1340–1353)
- Iwan II Piękny (1353–1359)
- Dymitr Suzdalski (1359–1362)
- Dymitr Doński (1362-1389)